# Бамбуйка
Бамбуйка (рос. Бамбуйка) — селище Муйського району, Бурятії Росії. Входить до складу Міського поселення селища Таксімо.
Населення — 7 осіб (2010 рік).